# Refuge Victor-Emmanuel II
Le refuge Victor-Emmanuel II se trouve dans le Valsavarenche, une vallée latérale de la Vallée d'Aoste, près du lac de Montcorvé, dans les Alpes grées italiennes, à 2 732 mètres d'altitude.

## Histoire
Près du bâtiment de l'ancien refuge, construit en 1884, se trouve le nouveau refuge, inauguré en 1961. Ils sont dédiés au premier roi d'Italie, qui se rendait très souvent dans cette région en raison de sa passion pour la chasse.

## Caractéristiques et informations
Ce refuge est géré par la section turinoise du Club alpin italien. Beaucoup de touristes s'y rendent chaque année, il dispose de 152 lits en été et de 40 lits dans la saison hivernale.

## Accès
Le départ du sentier le plus fréquenté se trouve au hameau Pont, d'où on peut rejoindre le refuge en deux heures environ. Près de l'arrivée, le panorama est spectaculaire et l'on peut aisément apercevoir des bouquetins qui paissent.

## Ascensions
- Grand-Paradis - 4 061 mètres
- Pic de Montcorvé - 3 875 mètres
- Charforon - 3 640 mètres
- Pic de Montchair - 3 544 mètres
- Mont Tresenta - 3 609 mètres

## Traversées
Le refuge Victor-Emmanuel II peut être rejoint aussi à partir de :
- Bivouac Ivrée - 2 770 mètres
- Refuge Victor Sella - 2 584 mètres
- Refuge ville de Chivasso - 2 604 mètres
- Refuge Frédéric Chabod - 2 710 mètres